# الشعإبة (العدين)

تعديل مصدري - تعديل

الشعابة محلة تابعة لقرية وادي اللاهل، التابعة لعزلة الغضيبة بمديرية العدين إحدى مديريات محافظة إب في الجمهورية اليمنية.، بلغ تعداد سكانها 98 حسب تعداد اليمن لعام 2004.